# Virtual Switching System
Virtual Switching System（VSS）はインターネット上でのレイヤー3スイッチの冗長化技術である。2台のスイッチを専用モジュールにより接続することで、仮想的に1台として扱えるため、容易に冗長化が行なえる。2007年後半に登場した技術である。

## 概要

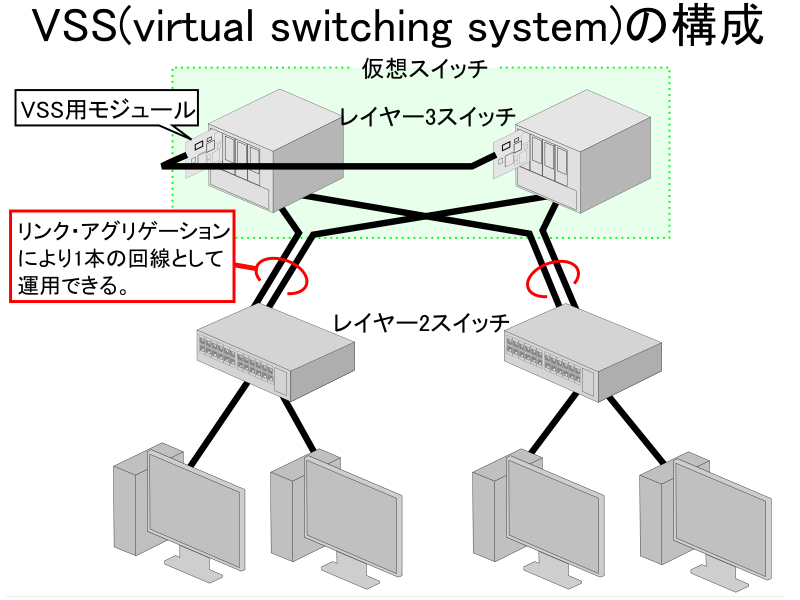
VSSの構成

従来の方法では、レイヤー3スイッチに障害が発生した場合に備えて、VRRP（Virtual router redundancy protocol）やSTP（Spanning tree protocol）などを複雑に設定する必要があったが、VSSでは単にVSS専用モジュールを備えた2台のレイヤー3スイッチをそれらのモジュールで接続するだけで、仮想的な1台のレイヤー3スイッチとして動作が可能になり、仮に1台に障害が発生しても残る1台が全ての機能を引き受ける。
VSSでは、VRRP使用時のようにバックアップ機や予備機と呼ばれるレイヤー3スイッチは生まれず、平常時には2台ともデータ転送に使用でき、リンク・アグリゲーションを使えば構成する全てのリンクが使用できる。
2007年末現在はまだ、米シスコ・システムズ社のプロプライエタリな冗長化システムであるが、同様のシステムが一般化することが待たれる。